# Амфиктиония
Амфиктиония (от гр. αμφικτυονία – живеещите наоколо) се нарича религиозен съюз на племена или полиси в древногръцкото общество, чиито членове се обединяват от култ в общо светилище.
Амфиктионите дават клетва да се придържат към единни обичаи в управлението и поддържането на светилището, макар че нямат политическо единство. Те имат съвместни религиозни празници, на които присъстват представители от всяко племе и полис на амфиктионията. Най-известната амфиктиония в древна Елада е тази на Делфийския оракул в областта Фокида.
Като отговорни за управлението и поддържането на светилището, амфиктионите се задължават да го защитават дори и с война, ако интересите му са засегнати. За Делфийското светилище се водят няколко свещени войни – най-интересната за историята на Елада става третата срещу фокидците през 356 г. пр. Хр., в която се намесва Филип II Македонски, и с която намеса той (т.е. Древна Македония) става официален член на елинското семейство.

## Делфийска амфиктиония
Най-известна и с най-голяма продължителност е Делфийската амфиктиония или Голямата амфиктиония, основана около големите светилища на Аполон и Деметра. Нейният съвет има религиозната власт и правомощия да наказва нарушителите, като наказанията варират от налагане на глоба до започване на свещена война. Амфиктионията определя и правилата за бойни действия с оглед опазването на светилищата, както и наказанията за онези, които ги оскверняват. Според разказите на Есхин всички членове са полагали клетва да спазват закона.
Според легендата Голямата амфиктиония е основана малко след Троянската война с цел защита на светилището на Аполон в Делфи и на светилището на Деметра в Антили (Ἀνθήλη), близо до Термопилите. Митът разказва, че основаването е станало в далечното минало от Амфиктион, брат на Елин – общият прародител на елините. Представители на дванадесетте участника в амфиктионията (наричани hieromnemones) се срещали през пролетта на Термопилите и през есента в Делфи. Тези участници са изброени от Есхин както следва:
1. Ениани (Αἰνιᾶνες),
2. Беотийци (Βοιωτοί) от Тива,
3. Долопи (Δόλοπες),
4. Дорийци (Δωριείς) от Спарта,
5. Йонийци (Ἴωνες) от Атина,
6. Ахейци (Ἀχαιοί) от Фтия (фтиоти),
7. народът на Локрида (Λοκροί),
8. народът на Магнезия (Μάγνητες),
9. Малийци (Μαλιεῖς),
10. Переби (Περραιβοί),
11. Фокидци (Φωκεῖς),
12. Питийци (Πύθιοι) от Делфи,
13. Тесалийци (Θεσσαλοί).

Възприетата доктрина постановява, че по време на война не се допуска унищожение на цялото население на даден участник в амфиктионията, както и че не може да бъде отрязан достъпът на населението до вода, дори и при военни действия. Все пак войната между членовете за контрол върху самите светилища не е забранена.

### Свещени войни
Макар в началото да е чисто религиозно обединение, Делфийската амфиктония придобива политическо значение през 6 век пр.н.е., когато по-големите полиси започват да упражняват натиск върху по-малките. През 596 – 585 г. пр.н.е. се води първата свещена война на амфиктонията срещу град Криса, който се опитал да обложи поклонниците с данък. След като градът е победен, започват да се провеждат Питийските игри